# Haddowia
Haddowia — рід грибів родини Ganodermataceae. Назва вперше опублікована 1972 року.